# The Pagan Prosperity
The Pagan Prosperity är det andra studioalbumet med det norska black metal-bandet Old Man's Child. Albumet utgavs 1997 av skivbolaget Century Media Records.

## Låtlista
1. "The Millennium King" – 5:28
2. "Behind the Mask" – 3:58
3. "Soul Possessed" – 4:04
4. "My Demonic Figures" – 3:59
5. "Doommaker" – 3:39
6. "My Kingdom Will Come" – 4:35
7. "Return of the Night Creatures" – 5:36
8. "What Malice Embrace" – 5:13

- Text och musik: Galder

## Medverkande
Musiker (Old Man's Child-medlemmar)
- Galder (Thomas Rune Andersen Orre) – sång, sologitarr, keyboard
- Jardar (Jon Øyvind Andersen) – sologitarr
- Gonde (Frode Forsmo) – basgitarr, bakgrundssångare
- Tony (Tony Kirkemo) – trummor

Bidragande musiker
- J. Lohngrin Cremonese (Jørgen Pettersson) – sång

Produktion
- J. Lohngrin Cremonese – producent, ljudtekniker, ljudmix
- Christian Silver – producent, ljudtekniker, ljudmix
- Old Man's Child – producent
- Media Logistics – omslagsdesign
- Christophe Szpajdel – logo
- O. Recker – foto